# Benalúa
Benalúa, conocida antiguamente como Benalúa de Guadix, es un municipio español situado en la comarca de Guadix, en la provincia de Granada, comunidad autónoma de Andalucía. Limita con los municipios de Fonelas, Guadix y Purullena. Otras localidades cercanas son El Bejarín y Marchal.
El término municipal de Benalúa se sitúa en plena Hoya de Guadix, en la confluencias de los ríos Fardes y Guadix. Constituida por terrenos arcillosos elevados y cárcavas al este (malpaís o badlands) y tierras de regadío al oeste. El núcleo urbano posee una altitud media de 886 m, situándose la cota más alta en el cerro Kabila (930 m). El municipio posee una de las extensiones más reducidas de la provincia, de ahí su elevada densidad de población. En 2016 esta población contaba con 3277 de habitantes censados según el INE.

## Geografía
Ubicación
| Noroeste: Purullena y Fonelas | Norte: Fonelas    | Noreste: Fonelas y Guadix |
| Oeste: Purullena              | Puntos cardinales | Este: Guadix              |
| Suroeste: Purullena           | Sur: Guadix       | Sureste: Guadix           |

## Historia
La Accitania constituye uno de los asentamientos humanos más antiguos de Europa. Muy cerca de Benalúa —aunque en el término municipal de Fonelas— se hallan los yacimientos de Solana del Zamborino (Paleolítico) y cerro del Gallo (cultura argárica) donde se han encontrado restos fósiles de animales objeto de caza por parte de los pobladores paleolíticos, junto con industria lítica, así como restos de cerámica y útiles de cobre argáricos, respectivamente.
Algunos historiadores sitúan el poblamiento íbero y romano de Acci cerca de Benalúa, pero los restos hallados lo sitúan en el actual Guadix. Por su parte, Benalúa tendría su origen en población autóctona inserta en ese poblamiento disperso que debió ser el Acci prerromano, en el que los poblados ibéricos coronaban las colinas de la comarca cercanas a la Vega y la cuenca minera del marquesado del Zenete. Cuando se funda Acci en el siglo I, la actual Benalúa no pasaba de ser un asentamiento disperso organizado longitudinalmente a lo largo de uno de los ramales de la vía Hercúlea.
A partir del siglo VIII, con la llegada de los musulmanes, en Benalúa se establece la tribu de los Ragi'a. Por entonces Benalúa era una alquería de las que integraban el amplio distrito de Wadi-as (Guadix), dedicada a la explotación agrícola y formada por un conjunto de cuevas protegidas por torres.
Con la Reconquista, el hábitat se hace más disperso aún distribuyéndose la población en cortijadas más o menos grandes. En el siglo XVII Benalúa cuenta ya con una ermita propia, aunque dependiente de la parroquia de Fonelas, en cuyos libros registrales existen constancia del asentamiento de vecinos en Benalúa a partir de 1675. En el siglo XVIII Benalúa es una aldea del partido de Guadix bajo el mayorazgo del conde de Alcudia.
En 1836 se formó el ayuntamiento de Benalúa y comenzaron cincuenta años de pleitos con Guadix que se negaba a reconocer la segregación de la pedanía. A finales del siglo XIX el ferrocarril llegó al municipio con la inauguración de la línea Linares-Almería. En el período 1912-1913 se levantó la fábrica azucarera, que durante muchos años constituyó el auténtico motor del desarrollo del pueblo y una de las principales industrias de la zona. En 1945 los vecinos del barrio del Camarate —conocido coloquialmente como barrio Guadix— solicitaron a las autoridades y al ayuntamiento accitano la segregación de este último, al que pertenecían, y la agregación al ayuntamiento de Benalúa. El expediente empezó a tramitarse en 1969 y no concluyó hasta 1972. En la última década del siglo XX la hasta entonces llamada «Benalúa de Guadix» (para distinguirla de la otra Benalúa en la provincia) pasó a llamarse oficialmente «Benalúa» a secas.

## Demografía
Benalúa cuenta con una población de 3339 habitantes (INE 2024).
| Gráfica de evolución demográfica de Benalúa entre 1857 y 2021 |
| |
| Población de derecho según los censos de población del INE Población de hecho según los censos de población del INEEn 1857 aparece este municipio porque se segrega del municipio Fonelas |

## Economía

### Evolución de la deuda viva municipal
| Gráfica de evolución de Deuda viva del Ayuntamiento de Benalúa entre 2008 y 2019                                |
| |
| Deuda viva del Ayuntamiento de Benalúa en miles de Euros según datos del Ministerio de Hacienda y Ad. Públicas. |

## Política local

### Elecciones municipales

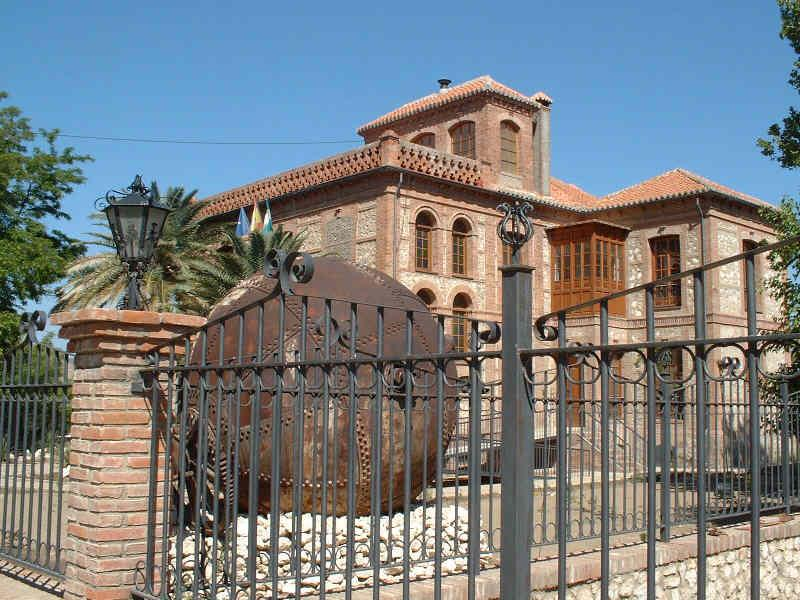
Casa consistorial de Benalúa.

Los resultados en Benalúa de las últimas elecciones municipales, celebradas en mayo de 2023, son:
| Elecciones Municipales - Benalúa (2023) | Elecciones Municipales - Benalúa (2023)    | Elecciones Municipales - Benalúa (2023) | Elecciones Municipales - Benalúa (2023) | Elecciones Municipales - Benalúa (2023) |
| Partido político                        | Partido político                           | Votos                                   | Votos                                   | Concejales                              |
| --------------------------------------- | ------------------------------------------ | --------------------------------------- | --------------------------------------- | --------------------------------------- |
|                                         | Partido Socialista Obrero Español (PSOE)   | 1055                                    | 53,49 %                                 | 6                                       |
|                                         | Partido Popular (PP)                       | 546                                     | 27,68 %                                 | 3                                       |
|                                         | Izquierda Unida-Benalúa para la Gente (IU) | 350                                     | 17,74 %                                 | 2                                       |

## Comunicaciones

### Ferrocarril
El municipio cuenta con su propia estación ferroviaria, que lo conecta con Almería, Granada y otras localidades a través de la línea Linares Baeza-Almería, con trenes de media distancia.

## Cultura

### Patrimonio y monumentos

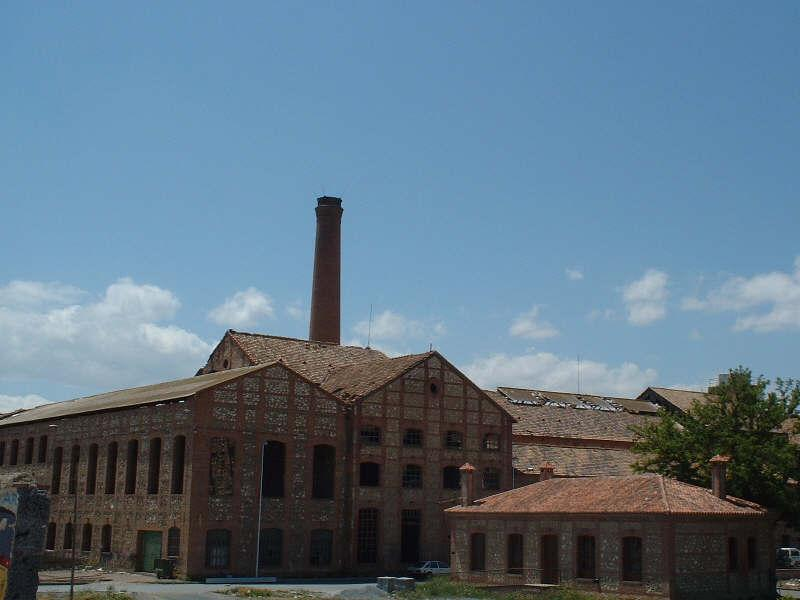
Vista de la antigua azucarera Nuestra Señora del Carmen.

Dentro del municipio también sobresalen varios conjuntos arquitectónicos, como es el caso del cementerio municipal o de la azucarera «Nuestra Señora del Carmen». También sobresale la iglesia de Nuestra Señora del Carmen; esta en principio fue consagrada como iglesia de Nuestra Señora de la Anunciación, pero con la apertura en el siglo XX de la fábrica azucarera del Carmen sus vecinos adoptaron como patrona a la Virgen del Carmen. La iglesia parroquial está formada por la unión de dos templos: uno del siglo XVI que forma el actual crucero y otro del XIX construido en estilo neomudéjar.

### Fiestas
Se celebran las fiestas populares en honor de la Santísima Virgen del Carmen en torno al 16 de julio. Otras festividades en el municipio son también San Antón el 17 de enero, en cuya víspera (16 de enero) se llenan las calles del pueblo de chiscos u hogueras donde normalmente se degustan productos típicos de las matanzas y vinos de las bodegas particulares. Durante toda la noche el cielo se llena de fuegos artificiales. El ayuntamiento suele hacer un enorme chisco en la puerta de la iglesia. También se celebra San Torcuato en el mes de mayo, aunque el patrón actual es San José, que tiene una celebración religiosa.